# Rosenstraße
Rosenstraße is een Duitse dramafilm uit 2003 onder regie van Margarethe von Trotta.

## Verhaal
In 1943 begonnen de nationaalsocialisten ook de Joodse mannen uit gemengde huwelijken te arresteren. Ze werden in een pand aan de Rosenstraße opgesloten. De arische echtgenotes trachtten in die dagen vrijwel dagelijks hun Joodse mannen te bevrijden. Vijftig jaar nadien maakt een verslaggeefster uit New York kennis met een vrouw die haar moeder heeft gered.

## Rolverdeling
- Katja Riemann: Lena Fischer (33 jaar)
- Doris Schade: Lena Fischer (90 jaar)
- Jutta Lampe: Ruth Weinstein (60 jaar)
- Svea Lohde: Ruth Weinstein (8 jaar)
- Martin Feifel: Fabian Fischer
- Maria Schrader: Hannah
- Jürgen Vogel: Arthur von Eschenbach
- Martin Wuttke: Joseph Goebbels
- Rainer Strecker: Schneider
- Nina Kunzendorf: Litzy
- Peter Ender: Schupo
- Thekla Reuten: Klara Singer
- Lena Stolze: Miriam Süßmann
- Jan Decleir: Nathan Goldberg
- Jutta Wachowiak: Mevrouw Goldberg
- Fedja van Huêt: Luis Marquez
- Carola Regnier: Rachel Rosenbauer
- Hans-Peter Hallwachs: Baron von Eschenbach
- Gaby Dohm: Elsa von Eschenbach